# Petrova Ves
Petrova Ves és un poble i municipi d'Eslovàquia que es troba a la regió de Trnava, a l'oest del país.

## Història
La primera menció escrita de la vila es remunta al 1392.

## Demografia
| Godina             | 1994 | 2004   | 2014   | 2024   |
| ------------------ | ---- | ------ | ------ | ------ |
| Nombre de persones | 994  | 1003   | 1093   | 1082   |
| Diferència         |      | +0,90% | +8,97% | −1,00% |

| Godina             | 2023 | 2024   |
| ------------------ | ---- | ------ |
| Nombre de persones | 1075 | 1082   |
| Diferència         |      | +0,65% |